# کاتسوهیکو هایدا
کاتسوهیکو هایدا (انگلیسی: Katsuhiko Haida; ۲۰ اوت ۱۹۱۱  – ۲۶ اکتبر ۱۹۸۲) بازیگر، خوانندگی، تهیه‌کننده فیلم اهل ایالات متحده آمریکا بود.